# It's like That (Mariah Carey)
It's like That è una canzone scritta da Mariah Carey, Jermaine Dupri, Manuel Seal, e Johntá Austin, e prodotta dalla Carey, Dupri, e Seal per il decimo album della Carey The Emancipation of Mimi del 2005.
It's like That prende in prestito l'attacco "it's like that y'all" dal brano Hollis Crew di Run-D.M.C. del 1984 e da Here We Go (Live) del 1983, a dimostrazione della forte influenza della musica hip hop vecchia scuola nel sound della Carey. La canzone inoltre condivide il proprio titolo con It's like That, sempre dei Run-D.M.C.
It's like That è il primo singolo estratto da The Emancipation of Mimi nel 2005. Il singolo ha ottenuto un buon successo, entrando nella top 20 di diversi paesi inclusi gli Stati Uniti, dove nel 2006 è stato nominato ai Grammy Award come "miglior performance pop femminile".

## Video musicale
Il video, diretto da Brett Ratner, è principalmente ambientato al Greystone Park Mansion, a Beverly Hills, California, in una villa dove si sta tenendo una festa, cui partecipa anche il personaggio interpretato dalla Carey, che il giorno dopo dovrà sposarsi con il fidanzato (interpretato da Eric Roberts). Nel video diversi ospiti indossano una maschera, e diverse celebrità fanno una breve apparizione, fra cui Brian McKnight, Randy Jackson, oltre che Dupri e Fatman Scoop. Tuttavia alla festa si presenta un uomo (interpretato da Wentworth Miller) che si rivela essere l'ex fidanzato della cantautrice. Il video termina su un cliffhanger, la cui storia riprenderà nel video del singolo successivo We Belong Together.

## Tracce
UK CD single/European CD single
1. "It's like That" (album version)
2. "It's like That" (David Morales radio mix)

UK CD maxi single/European CD maxi single
1. "It's like That" (album version)
2. "It's like That" (no rap)
3. "It's like That" (David Morales club mix)
4. "It's like That" (David Morales classic mix)
5. "It's like That" (Stereo Experience)

## Classifiche
| Classifica (2005)                               | Posizione più alta |
| ----------------------------------------------- | ------------------ |
| Australia                                       | 9                  |
| Austria                                         | 33                 |
| Canada                                          | 29                 |
| Francia                                         | 16                 |
| Grecia                                          | 11                 |
| Ungheria                                        | 3                  |
| Irlanda                                         | 11                 |
| Italia                                          | 7                  |
| Paesi Bassi                                     | 13                 |
| Nuova Zelanda                                   | 21                 |
| Norvegia                                        | 13                 |
| Romania                                         | 1                  |
| Sudafrica                                       | 1                  |
| Svezia                                          | 47                 |
| Svizzera                                        | 10                 |
| Regno Unito                                     | 4                  |
| U.S. Billboard Hot 100                          | 16                 |
| U.S. Billboard Hot R&B/Hip-Hop Singles & Tracks | 17                 |
| U.S. Billboard Pop 100                          | 20                 |
| U.S. Billboard Hot Dance Music/Club Play        | 1                  |